# Johnson Bwalya
Johnson Bwalya   (Mufulira, 3 de desembre de 1967) és un exfutbolista zambià de la dècada de 1990.
Fou internacional amb la selecció de futbol de Zàmbia.
Destacà a la seva carrera a Suïssa a FC Fribourg, FC Luzern, FC Bulle, SC Kriens i FC Sion.